# Lista siturilor arheologice din județul Harghita - B
Lista siturilor arheologice din județul Harghita - B conține toate siturile arheologice din județul Harghita înscrise în Repertoriul Arheologic Național (RAN) și aflate în localități al căror nume începe cu litera B. RAN este administrat de Ministerul Culturii și Patrimoniului Național și cuprinde date științifice, cartografice, topografice, imagini și planuri, precum și orice alte informații privitoare la zonele cu potențial arheologic, studiate sau nu, încă existente sau dispărute.
Puteți căuta un sit din localitățile care încep cu litera B folosind formularul de mai jos sau puteți naviga prin toate siturile din județ la Lista siturilor arheologice din județul Harghita.
| Cod RAN                                  | Denumire | Localitate                                            | Adresă                                   | Datare                                             | Descoperit            | Coordonate                                    | Imagine           | Erori            |
| ---------------------------------------- | --- | ----------------------------------------------------- | ---------------------------------------- | -------------------------------------------------- | --------------------- | --------------------------------------------- | ----------------- | ---------------- |
| 84022.01.01                              | Situl arheologic de la Bancu / ansamblu anonim (Categorie: locuire) (Tip: Așezare)                                                                | sat Bancu, comuna Ciucsângeorgiu                      |                                          | Cucuteni - Ariușd                                  |                       |                                               | Încărcați imagine | Raportați eroare |
| 84022.01.02                              | Situl arheologic de la Bancu / ansamblu anonim (Categorie: locuire) (Tip: Castellum)                                                              | sat Bancu, comuna Ciucsângeorgiu                      |                                          |                                                    |                       |                                               | Încărcați imagine | Raportați eroare |
| 84022.01.03                              | Situl arheologic de la Bancu / ansamblu anonim (Categorie: locuire) (Tip: Așezare)                                                                | sat Bancu, comuna Ciucsângeorgiu                      |                                          | Precucuteni                                        |                       |                                               | Încărcați imagine | Raportați eroare |
| 84022.01.04                              | Situl arheologic de la Bancu / ansamblu anonim (Categorie: locuire) (Tip: Așezare)                                                                | sat Bancu, comuna Ciucsângeorgiu                      |                                          | Monteoru                                           |                       |                                               | Încărcați imagine | Raportați eroare |
| 84950.03.01 (Cod LMI: HR-I-s-B-12648)    | Castellum de la Bădeni / ansamblu anonim (Categorie: locuire militară) (Tip: Castellum)                                                           | sat Bădeni, comuna Mărtiniș                           |                                          |                                                    |                       |                                               | Încărcați imagine | Raportați eroare |
| 84950.02 (Cod LMI: HR-I-s-B-12649)       | Situl arheologic din Bădeni - Cetatea Bagy (Categorie: locuire civilă) (Tip: așezare și necropolă)                                                | sat Bădeni, comuna Mărtiniș                           | Cetatea Bagy                             | sec. I a.Chr. - I d.Chr., sec. VII, sec. XIV - XVI |                       | 46°13′37″N 25°21′04″E / 46.22682°N 25.35109°E | Încărcați imagine | Raportați eroare |
| 84950.02.01 (Cod LMI: HR-I-m-B-12649.02) | Situl arheologic din Bădeni - Cetatea Bagy / ansamblu anonim (Categorie: locuire civilă) (Tip: Fortificație)                                      | sat Bădeni, comuna Mărtiniș                           | Cetatea Bagy                             | sec. VII                                           |                       | 46°13′37″N 25°21′04″E / 46.22682°N 25.35109°E | Încărcați imagine | Raportați eroare |
| 84950.02.02 (Cod LMI: HR-I-m-B-12649.01) | Situl arheologic din Bădeni - Cetatea Bagy / ansamblu anonim (Categorie: locuire civilă) (Tip: Turn)                                              | sat Bădeni, comuna Mărtiniș                           | Cetatea Bagy                             | sec. XIV - XVII                                    |                       | 46°13′37″N 25°21′04″E / 46.22682°N 25.35109°E | Încărcați imagine | Raportați eroare |
| 84950.02.03 (Cod LMI: HR-I-s-B-12649)    | Situl arheologic din Bădeni - Cetatea Bagy / ansamblu anonim (Categorie: locuire civilă) (Tip: Necropolă)                                         | sat Bădeni, comuna Mărtiniș                           | Cetatea Bagy                             |                                                    |                       | 46°13′37″N 25°21′04″E / 46.22682°N 25.35109°E | Încărcați imagine | Raportați eroare |
| 84950.02.04 (Cod LMI: HR-I-s-B-12649)    | Situl arheologic din Bădeni - Cetatea Bagy / ansamblu anonim (Categorie: locuire civilă) (Tip: Fortificație)                                      | sat Bădeni, comuna Mărtiniș                           | Cetatea Bagy                             | geto-dacică sec. I a.Chr. - I d.Chr.               |                       | 46°13′37″N 25°21′04″E / 46.22682°N 25.35109°E | Încărcați imagine | Raportați eroare |
| 83767.01.01 (Cod LMI: HR-I-s-B-12650)    | Fortificație romană de la Băile Homorod / ansamblu Burgus roman (Categorie: fortificație) (Tip: Fortificație patrulateră)                         | localitate componentă Băile Homorod, oraș Vlăhița     |                                          | sec. II                                            |                       |                                               | Încărcați imagine | Raportați eroare |
| 83437.01.02 (Cod LMI: HR-I-m-B-12652.02) | Situl arheologic de la Băile Tușnad - "Piscul Cetății" / ansamblu anonim (Categorie: locuire) (Tip: Fortificație)                                 | oraș Băile Tușnad                                     | Piscul Cetății-Vártetö                   |                                                    |                       | 46°09′32″N 25°52′11″E / 46.15878°N 25.86968°E | Încărcați imagine | Raportați eroare |
| 83437.01.03 (Cod LMI: HR-I-m-B-12652.03) | Situl arheologic de la Băile Tușnad - "Piscul Cetății" / ansamblu anonim (Categorie: locuire) (Tip: Necropolă)                                    | oraș Băile Tușnad                                     | Piscul Cetății-Vártetö                   |                                                    |                       | 46°09′32″N 25°52′11″E / 46.15878°N 25.86968°E | Încărcați imagine | Raportați eroare |
| 83437.01.04 (Cod LMI: HR-I-m-B-12652.01) | Situl arheologic de la Băile Tușnad - "Piscul Cetății" / ansamblu anonim (Categorie: locuire) (Tip: Necropolă)                                    | oraș Băile Tușnad                                     | Piscul Cetății-Vártetö                   |                                                    |                       | 46°09′32″N 25°52′11″E / 46.15878°N 25.86968°E | Încărcați imagine | Raportați eroare |
| 85163.01                                 | Situl arheologic de la Betești - "Vatra Satului" (Așezare medieval) (Categorie: locuire) (Tip: așezare)                                           | localitate componentă Betești, oraș Cristuru Secuiesc | Sat Betești, nr. 24, punct Vatra satului | Sec. VII, Sec. XIII/XIV - XVI                      | Benko Elek 1959, 1987 | 46°17′20″N 25°04′47″E / 46.28889°N 25.07972°E | Încărcați imagine | Raportați eroare |
| 85163.01.01                              | Situl arheologic de la Betești - "Vatra Satului" (Așezare medieval) / ansamblu Fragmente ceramice preistorice (Categorie: locuire) (Tip: Așezare) | localitate componentă Betești, oraș Cristuru Secuiesc | Sat Betești, nr. 24, punct Vatra satului |                                                    | Benko Elek 1959, 1987 | 46°17′20″N 25°04′47″E / 46.28889°N 25.07972°E | Încărcați imagine | Raportați eroare |
| 85163.01.02                              | Situl arheologic de la Betești - "Vatra Satului" (Așezare medieval) / ansamblu Fragmente ceramice (Categorie: locuire) (Tip: Așezare)             | localitate componentă Betești, oraș Cristuru Secuiesc | Sat Betești, nr. 24, punct Vatra satului | Sec. VII                                           | Benko Elek 1959, 1987 | 46°17′20″N 25°04′47″E / 46.28889°N 25.07972°E | Încărcați imagine | Raportați eroare |
| 85163.01.03                              | Situl arheologic de la Betești - "Vatra Satului" (Așezare medieval) / ansamblu Fragmente ceramice și de cahle (Categorie: locuire) (Tip: Așezare) | localitate componentă Betești, oraș Cristuru Secuiesc | Sat Betești, nr. 24, punct Vatra satului | Wietenberg Sec. XIII/XIV - XVI                     | Benko Elek 1959, 1987 | 46°17′20″N 25°04′47″E / 46.28889°N 25.07972°E | Încărcați imagine | Raportați eroare |
| 84843.01.01 (Cod LMI: HR-I-m-B-12654.02) | Situl arheologic de la Bisericani - "Baknyatetö" / ansamblu anonim (Categorie: locuire civilă) (Tip: Așezare)                                     | sat Bisericani, comuna Lupeni                         | Baknyatetö                               |                                                    |                       |                                               | Încărcați imagine | Raportați eroare |
| 84843.01.02 (Cod LMI: HR-I-m-B-12654.01) | Situl arheologic de la Bisericani - "Baknyatetö" / ansamblu anonim (Categorie: locuire civilă) (Tip: Așezare)                                     | sat Bisericani, comuna Lupeni                         | Baknyatetö                               |                                                    |                       |                                               | Încărcați imagine | Raportați eroare |
| 83507.01.01                              | Tezaurul roman de la Borsec - "Valea Corbului" / ansamblu anonim (Categorie: depozit/tezaur) (Tip: tezaur)                                        | oraș Borsec                                           | Valea Corbului                           |                                                    |                       |                                               | Încărcați imagine | Raportați eroare |
| 83160.01.01                              | Așezarea paleolitică de la Brădești - "Máltetö" / ansamblu anonim (Categorie: locuire civilă) (Tip: Așezare)                                      | sat Brădești, comuna Brădești                         | Máltetö                                  | Musterian                                          | I. Ferenczi 1963      |                                               | Încărcați imagine | Raportați eroare |
| 83160.01.02                              | Așezarea paleolitică de la Brădești - "Máltetö" / ansamblu anonim (Categorie: locuire civilă) (Tip: Așezare)                                      | sat Brădești, comuna Brădești                         | Máltetö                                  | Aurignacian                                        | I. Ferenczi 1963      |                                               | Încărcați imagine | Raportați eroare |
| 83160.02.01                              | Turnul roman de piatră de la Brădești - "Láz" / ansamblu anonim (Categorie: fortificație) (Tip: Turn de piatră)                                   | sat Brădești, comuna Brădești                         | Láz                                      |                                                    |                       | 46°20′21″N 25°20′44″E / 46.33926°N 25.34546°E | Încărcați imagine | Raportați eroare |
| 83160.03.01                              | Așezarea geto-dacică de la Brădești - "Balta de Jos" / ansamblu anonim (Categorie: locuire civilă) (Tip: Așezare)                                 | sat Brădești, comuna Brădești                         | Balta de Jos                             | geto-dacică                                        |                       | 46°20′14″N 25°20′44″E / 46.33728°N 25.34555°E | Încărcați imagine | Raportați eroare |
| 84022.02.01                              | Așezarea preistorică de la Bancu - "Grădina Potovszki" / ansamblu anonim (Categorie: locuire civilă) (Tip: Așezare)                               | sat Bancu, comuna Ciucsângeorgiu                      | Nr.37, punct Grădina Potovszki           | ceramicii liniare                                  |                       | 46°18′08″N 25°56′56″E / 46.30222°N 25.94899°E | Încărcați imagine | Raportați eroare |
| 84022.02.02                              | Așezarea preistorică de la Bancu - "Grădina Potovszki" / ansamblu anonim (Categorie: locuire civilă) (Tip: Așezare)                               | sat Bancu, comuna Ciucsângeorgiu                      | Nr.37, punct Grădina Potovszki           | Precucuteni                                        |                       | 46°18′08″N 25°56′56″E / 46.30222°N 25.94899°E | Încărcați imagine | Raportați eroare |
| 84022.02.03                              | Așezarea preistorică de la Bancu - "Grădina Potovszki" / ansamblu anonim (Categorie: locuire civilă) (Tip: Așezare)                               | sat Bancu, comuna Ciucsângeorgiu                      | Nr.37, punct Grădina Potovszki           | Cucuteni - Ariușd                                  |                       | 46°18′08″N 25°56′56″E / 46.30222°N 25.94899°E | Încărcați imagine | Raportați eroare |
| 84022.02.04                              | Așezarea preistorică de la Bancu - "Grădina Potovszki" / ansamblu anonim (Categorie: locuire civilă) (Tip: Așezare)                               | sat Bancu, comuna Ciucsângeorgiu                      | Nr.37, punct Grădina Potovszki           | Coțofeni                                           |                       | 46°18′08″N 25°56′56″E / 46.30222°N 25.94899°E | Încărcați imagine | Raportați eroare |
| 84022.02.05                              | Așezarea preistorică de la Bancu - "Grădina Potovszki" / ansamblu anonim (Categorie: locuire civilă) (Tip: Așezare)                               | sat Bancu, comuna Ciucsângeorgiu                      | Nr.37, punct Grădina Potovszki           |                                                    |                       | 46°18′08″N 25°56′56″E / 46.30222°N 25.94899°E | Încărcați imagine | Raportați eroare |
| 84022.03.01                              | Depozitul de bronzuri de la Bancu / ansamblu anonim (Categorie: depozit/tezaur) (Tip: Depozit)                                                    | sat Bancu, comuna Ciucsângeorgiu                      |                                          |                                                    |                       |                                               | Încărcați imagine | Raportați eroare |
| 84022.04.01                              | Așezarea hallstattiană de la Bancu - "Cimitirul vechi" / ansamblu anonim (Categorie: locuire civilă) (Tip: Locuire)                               | sat Bancu, comuna Ciucsângeorgiu                      | Cimitirul vechi                          |                                                    |                       | 46°17′43″N 25°56′30″E / 46.29514°N 25.94179°E | Încărcați imagine | Raportați eroare |
| 84022.07                                 | Tezaurul monetar roman de la Bancu - "Martonos" (Categorie: depozit/tezaur) (Tip: tezaur monetar)                                                 | sat Bancu, comuna Ciucsângeorgiu                      | Martonos                                 | sec.II-I î.Chr.                                    | 1922                  |                                               | Încărcați imagine | Raportați eroare |
| 84022.07.01                              | Tezaurul monetar roman de la Bancu - "Martonos" / ansamblu anonim (Categorie: depozit/tezaur) (Tip: tezaur)                                       | sat Bancu, comuna Ciucsângeorgiu                      | Martonos                                 |                                                    | 1922                  |                                               | Încărcați imagine | Raportați eroare |
| 84022.06.01                              | Așezarea geto-dacică de la Bancu - "Apa Dulce" / ansamblu anonim (Categorie: locuire civilă) (Tip: Așezare)                                       | sat Bancu, comuna Ciucsângeorgiu                      | Apa Dulce                                | geto-dacică sec. I î.Chr - I d.Chr.                |                       | 46°18′24″N 25°56′27″E / 46.3068°N 25.94087°E  | Încărcați imagine | Raportați eroare |
| 85163.02.01 (Cod LMI: HR-II-m-B-12752)   | Așezarea medievală de la Betești - "Conacul Biró" / ansamblu Fragmente ceramice medievale (Categorie: locuire) (Tip: Așezare)                     | localitate componentă Betești, oraș Cristuru Secuiesc | Nr. 76, punct Conacul Biró               | sec. XIII-XVII                                     | Benko Elek 1987       | 46°17′19″N 25°05′18″E / 46.28861°N 25.08833°E | Încărcați imagine | Raportați eroare |
| 85163.03.01                              | Așezarea medievală de la Betești - "Grădina cu mei" / ansamblu Fragmente din epoca migrațiilor (Categorie: locuire civilă) (Tip: Așezare)         | localitate componentă Betești, oraș Cristuru Secuiesc | Grădina cu mei                           | Sec. VII - VIII                                    | Szecsi Jeno 1979      | 46°17′02″N 25°04′57″E / 46.28389°N 25.0825°E  | Încărcați imagine | Raportați eroare |
| 85163.03.02                              | Așezarea medievală de la Betești - "Grădina cu mei" / ansamblu Fragmente ceramice dacice (Categorie: locuire civilă) (Tip: Așezare)               | localitate componentă Betești, oraș Cristuru Secuiesc | Grădina cu mei                           | dacică Sec. I î. Hr                                | Szecsi Jeno 1979      | 46°17′02″N 25°04′57″E / 46.28389°N 25.0825°E  | Încărcați imagine | Raportați eroare |
| 85163.03.03                              | Așezarea medievală de la Betești - "Grădina cu mei" / ansamblu Fragmente ceramice preistorice (Categorie: locuire civilă) (Tip: Așezare)          | localitate componentă Betești, oraș Cristuru Secuiesc | Grădina cu mei                           | Wietenberg                                         | Szecsi Jeno 1979      | 46°17′02″N 25°04′57″E / 46.28389°N 25.0825°E  | Încărcați imagine | Raportați eroare |
| 85163.04.01                              | Așezarea din epoca bronzului de la Betești - "Fântâna Elisabetei" / ansamblu Fragmente ceramice preistorice (Categorie: locuire) (Tip: Locuire)   | localitate componentă Betești, oraș Cristuru Secuiesc | Fântâna Elisabetei                       |                                                    | Benko Elek 1979       | 46°16′59″N 25°06′11″E / 46.28305°N 25.10306°E | Încărcați imagine | Raportați eroare |
| 83767.03                                 | Celt din epoca bronzului la Băile Homorod (Categorie: descoperire izolată) (Tip: obiect izolat)                                                   | localitate componentă Băile Homorod, oraș Vlăhița     |                                          |                                                    |                       |                                               | Încărcați imagine | Raportați eroare |
| 86008.01                                 | Râșniță dacică la Betind (Categorie: descoperire izolată) (Tip: obiect izolat)                                                                    | sat Betind, comuna Șimonești                          | nr. 11                                   |                                                    |                       |                                               | Încărcați imagine | Raportați eroare |
| 85608.01.01                              | Așezarea medievală de la Bodogaia / ansamblu anonim (Categorie: locuire civilă) (Tip: Așezare)                                                    | sat Bodogaia, comuna Secuieni                         |                                          | sec XIV, XVI-XVII                                  |                       |                                               | Încărcați imagine | Raportați eroare |
| 85608.02.01 (Cod LMI: HR-II-m-B-12758)   | Biserica unitariană de la Bodogaia / ansamblu anonim (Categorie: structură de cult/religioasă) (Tip: biserică unitariană)                         | sat Bodogaia, comuna Secuieni                         |                                          | 1333 - 1334                                        |                       | 46°16′29″N 25°00′00″E / 46.27479°N 25.00013°E | Încărcați imagine | Raportați eroare |
| 85608.03                                 | Cahle medievale la Bodogaia - "Vatra satului" (Categorie: descoperire izolată) (Tip: obiect izolat)                                               | sat Bodogaia, comuna Secuieni                         | Vatra satului                            | sec. XVI                                           |                       |                                               | Încărcați imagine | Raportați eroare |
| 85608.04.01                              | Așezarea preistorică de la Bodogaia - "Dâmbul Rotund" / ansamblu anonim (Categorie: locuire civilă) (Tip: Așezare)                                | sat Bodogaia, comuna Secuieni                         | Dâmbul rotund                            |                                                    |                       |                                               | Încărcați imagine | Raportați eroare |
| 85608.04.02                              | Așezarea preistorică de la Bodogaia - "Dâmbul Rotund" / ansamblu anonim (Categorie: locuire civilă) (Tip: Așezare)                                | sat Bodogaia, comuna Secuieni                         | Dâmbul rotund                            |                                                    |                       |                                               | Încărcați imagine | Raportați eroare |
| 85608.04.03                              | Așezarea preistorică de la Bodogaia - "Dâmbul Rotund" / ansamblu anonim (Categorie: locuire civilă) (Tip: Așezare)                                | sat Bodogaia, comuna Secuieni                         | Dâmbul rotund                            | sec. XIV - XV                                      |                       |                                               | Încărcați imagine | Raportați eroare |
| 85608.05.01                              | Așezarea preistorică de la Bodogaia - "Pantă" / ansamblu anonim (Categorie: locuire civilă) (Tip: Așezare)                                        | sat Bodogaia, comuna Secuieni                         | Pantă                                    |                                                    |                       |                                               | Încărcați imagine | Raportați eroare |
| 85608.05.02                              | Așezarea preistorică de la Bodogaia - "Pantă" / ansamblu anonim (Categorie: locuire civilă) (Tip: Așezare)                                        | sat Bodogaia, comuna Secuieni                         | Pantă                                    |                                                    |                       |                                               | Încărcați imagine | Raportați eroare |
| 85608.11.01                              | Așezarea preistorică de la Bodogaia - Bedecs / ansamblu anonim (Categorie: locuire civilă) (Tip: Așezare)                                         | sat Bodogaia, comuna Secuieni                         | Bedecs                                   |                                                    |                       |                                               | Încărcați imagine | Raportați eroare |
| 85608.06.01                              | Așezarea preistorică de la Bodogaia - "Dosul Sacului" / ansamblu anonim (Categorie: locuire civilă) (Tip: Așezare)                                | sat Bodogaia, comuna Secuieni                         | Dosul Sacului                            | Coțofeni                                           |                       |                                               | Încărcați imagine | Raportați eroare |
| 85608.06.02                              | Așezarea preistorică de la Bodogaia - "Dosul Sacului" / ansamblu anonim (Categorie: locuire civilă) (Tip: Așezare)                                | sat Bodogaia, comuna Secuieni                         | Dosul Sacului                            |                                                    |                       |                                               | Încărcați imagine | Raportați eroare |
| 85608.07.01                              | Așezarea preistorică de la Bodogaia - "Pap-ája" / ansamblu anonim (Categorie: locuire civilă) (Tip: Așezare)                                      | sat Bodogaia, comuna Secuieni                         | Pap-ája                                  |                                                    |                       | 46°16′52″N 25°00′28″E / 46.28117°N 25.00765°E | Încărcați imagine | Raportați eroare |
| 85608.07.02                              | Așezarea preistorică de la Bodogaia - "Pap-ája" / ansamblu anonim (Categorie: locuire civilă) (Tip: Așezare)                                      | sat Bodogaia, comuna Secuieni                         | Pap-ája                                  |                                                    |                       | 46°16′52″N 25°00′28″E / 46.28117°N 25.00765°E | Încărcați imagine | Raportați eroare |
| 85608.08.01                              | Așezarea dacică de la Bodogaia - "Valea Corăbierului" / ansamblu anonim (Categorie: locuire civilă) (Tip: Așezare)                                | sat Bodogaia, comuna Secuieni                         | Valea Corăbierului                       | geto-dacică sec. I a. Chr - I P. Chr               |                       | 46°17′17″N 24°59′10″E / 46.28809°N 24.98611°E | Încărcați imagine | Raportați eroare |
| 85608.09.01                              | Satul medieval de la Bodogaia - "Gurghiu" / ansamblu anonim (Categorie: locuire civilă) (Tip: așezare rurală)                                     | sat Bodogaia, comuna Secuieni                         | Gurghiu                                  | sec. XIV - XV                                      |                       | 46°17′43″N 24°58′34″E / 46.29536°N 24.97609°E | Încărcați imagine | Raportați eroare |
| 85608.10                                 | Obiecte preistorice și monedă romană la Bodogaia (Categorie: descoperire izolată) (Tip: obiect izolat)                                            | sat Bodogaia, comuna Secuieni                         | Valea Corăbierului                       |                                                    |                       |                                               | Încărcați imagine | Raportați eroare |
| 84950.01.01                              | Biserica reformată din Bădeni / ansamblu anonim (Categorie: construcție de cult) (Tip: biserică)                                                  | sat Bădeni, comuna Mărtiniș                           | Biserica reformată                       |                                                    |                       |                                               | Încărcați imagine | Raportați eroare |
| 83160.04.01                              | Ansamblul de cult medieval de la Brădești / ansamblu anonim (Categorie: structură de cult/religioasă) (Tip: Biserică)                             | sat Brădești, comuna Brădești                         | Csonkatemplom                            |                                                    | 03.2008               | 46°21′07″N 25°20′30″E / 46.35194°N 25.34167°E | Încărcați imagine | Raportați eroare |
| 83160.04.02                              | Ansamblul de cult medieval de la Brădești / ansamblu anonim (Categorie: structură de cult/religioasă) (Tip: Necropolă)                            | sat Brădești, comuna Brădești                         | Csonkatemplom                            |                                                    | 03.2008               | 46°21′07″N 25°20′30″E / 46.35194°N 25.34167°E | Încărcați imagine | Raportați eroare |
| 85163.06.01                              | Situl arheologic Betești - Kukukk / ansamblu Fragmente ceramice preistorice(Fundul cimitirului, Pantă) (Categorie: locuire) (Tip: Locuire)        | localitate componentă Betești, oraș Cristuru Secuiesc | Kukukk                                   |                                                    | Benko Elek 1981       | 46°17′46″N 25°04′35″E / 46.29611°N 25.07639°E | Încărcați imagine | Raportați eroare |
| 83437.02                                 | Topor de piatră de la Băile Tușnad - Cariera de piatră ponce (Categorie: descoperire izolată) (Tip: obiect izolat)                                | oraș Băile Tușnad                                     | Cariera de piatră ponce                  |                                                    |                       |                                               | Încărcați imagine | Raportați eroare |
| 83767.02.01                              | Fortificația romană de la Băile Homorod / ansamblu anonim (Categorie: locuire și fortificație) (Tip: fortificație)                                | localitate componentă Băile Homorod, oraș Vlăhița     |                                          | sec. II                                            |                       |                                               | Încărcați imagine | Raportați eroare |